# Culicoides raripalpis
Culicoides raripalpis är en tvåvingeart som beskrevs av Smith 1929. Culicoides raripalpis ingår i släktet Culicoides och familjen svidknott. Inga underarter finns listade i Catalogue of Life.